# Harlue
Harlue est un hameau  du village de Bolinne, dans la province de Namur (Belgique). Avec Bolinne il fait aujourd'hui partie de la commune d’Éghezée située à l'extrême nord de la province de Namur en Région wallonne.
Il se trouve à 2 kilomètres au nord d’Éghezée, sur la route RN991 allant à Ramillies, dans le Brabant wallon. Le hameau est traversé par le Marka, un petit affluent de la Mehaigne. Rattaché en 1817 au village voisin de Bolinne, Harlue fait partie d’Éghezée depuis la fusion des communes de 1977.

## Étymologie
Harlue tirerait son nom du Herla, le ruisseau qui se jette dans la Mehaigne.

## Patrimoine
L'ensemble château–presbytère–église d'Harlue est un magnifique exemple de trilogie hesbignonne, dans un site exceptionnel et remarquablement conservé. Le site entier avec la drève (allée bordée d'arbres menant du pont sur le Marca à l'entrée de l'église et du château) a été classé le 26 mai 1975.
- Le château d'Harlue, bâti au XVIIe siècle est classé tout en appartenant  au domaine privé: il ne se visite pas. La Mehaigne alimentait autrefois ses douves.

- L'église Saint-Martin, à quelques pas du château, lui appartenait jusqu'en 1833. L'édifice actuel date du XVIIIe siècle. Cette église est donc plus ancienne que celle de Bolinne, voisine. Derrière l'autel se trouve un mausolée et son pourtour est agrémenté de soixante-quatre armoiries.
- Le presbytère date du XVIIIe siècle et est classé.
- La ferme du château est un bâtiment en carré du XVIIIe siècle, plusieurs fois rebâti. Son porche avec colombier et sa grange sont caractéristiques.

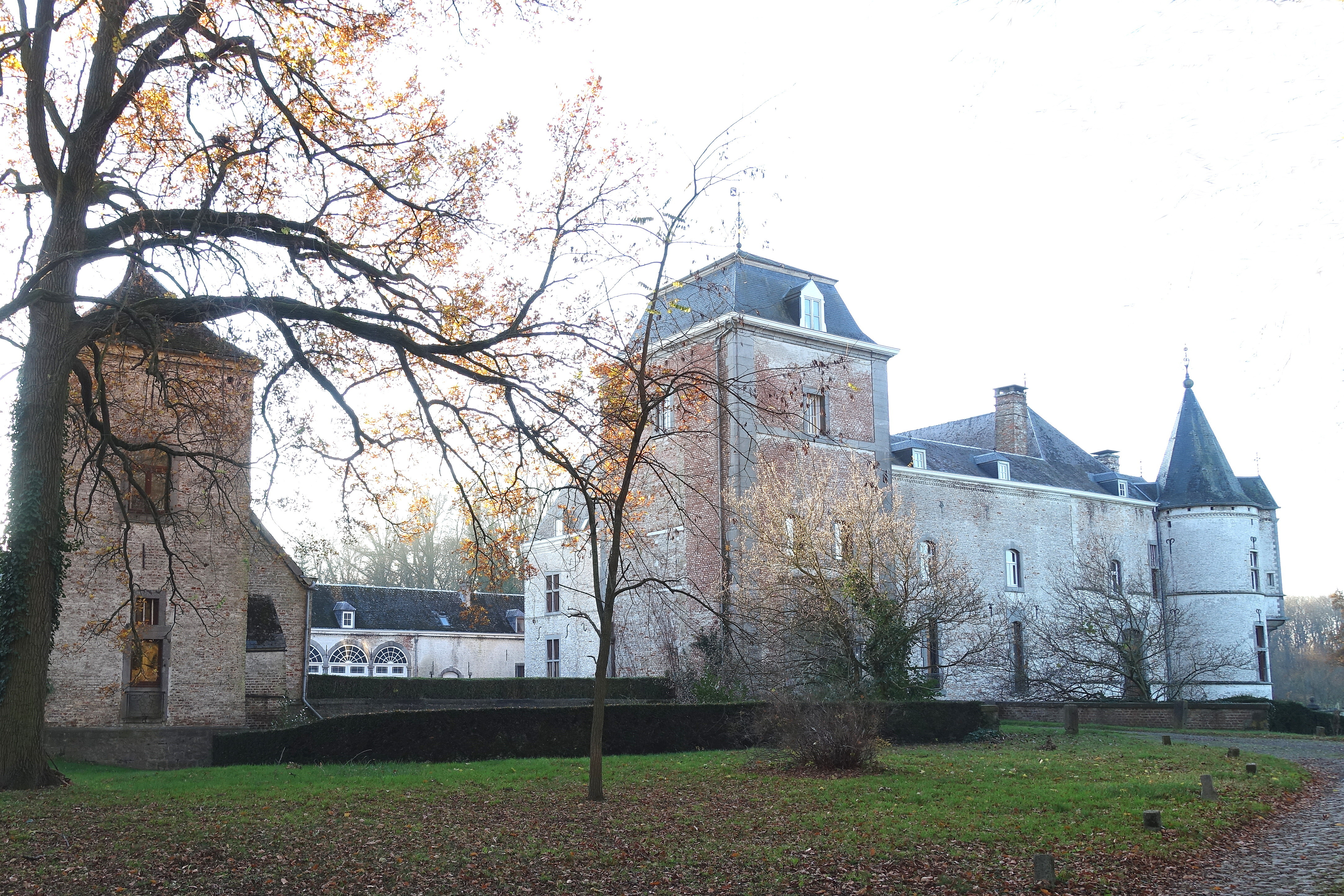
Château de Harlue
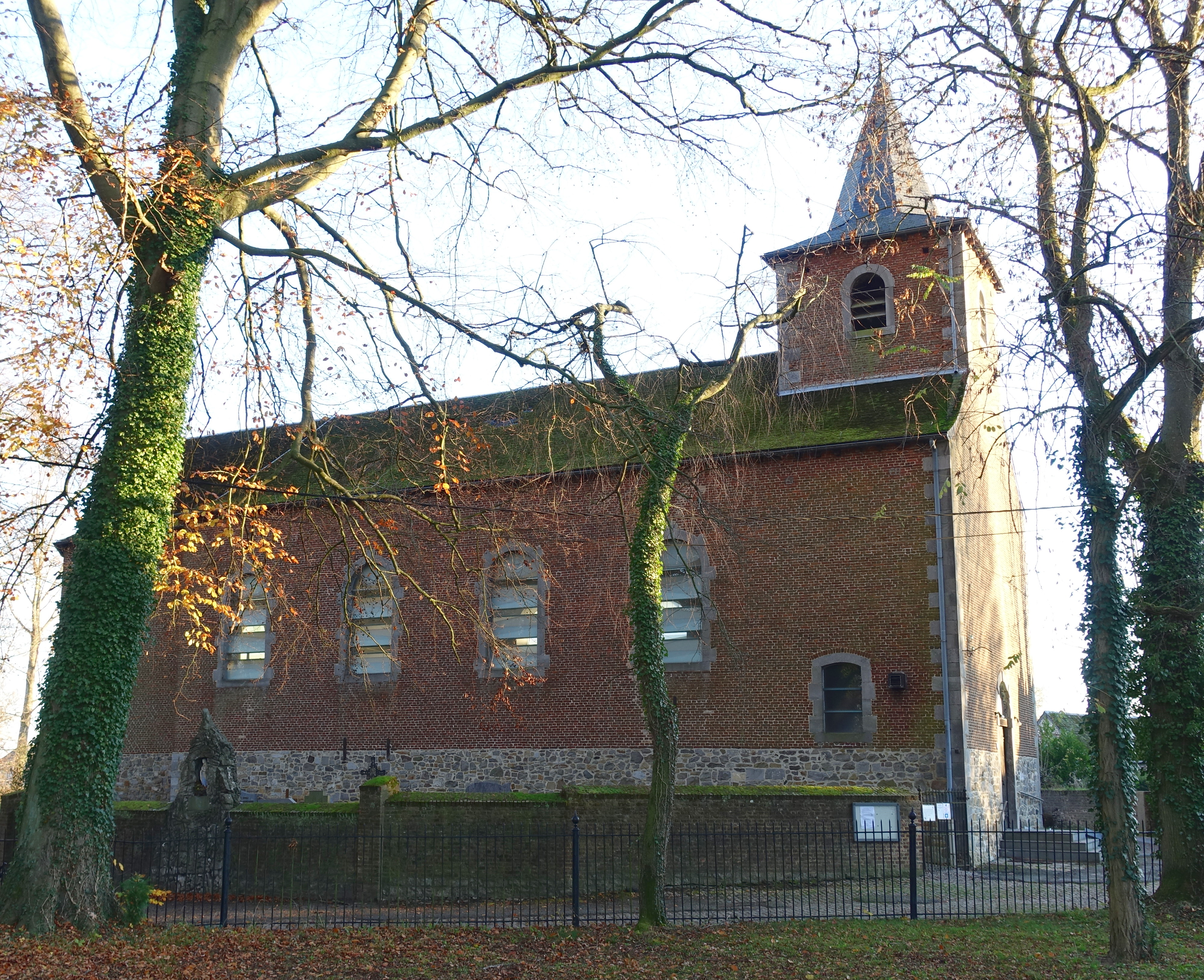
L'église Saint-Martin
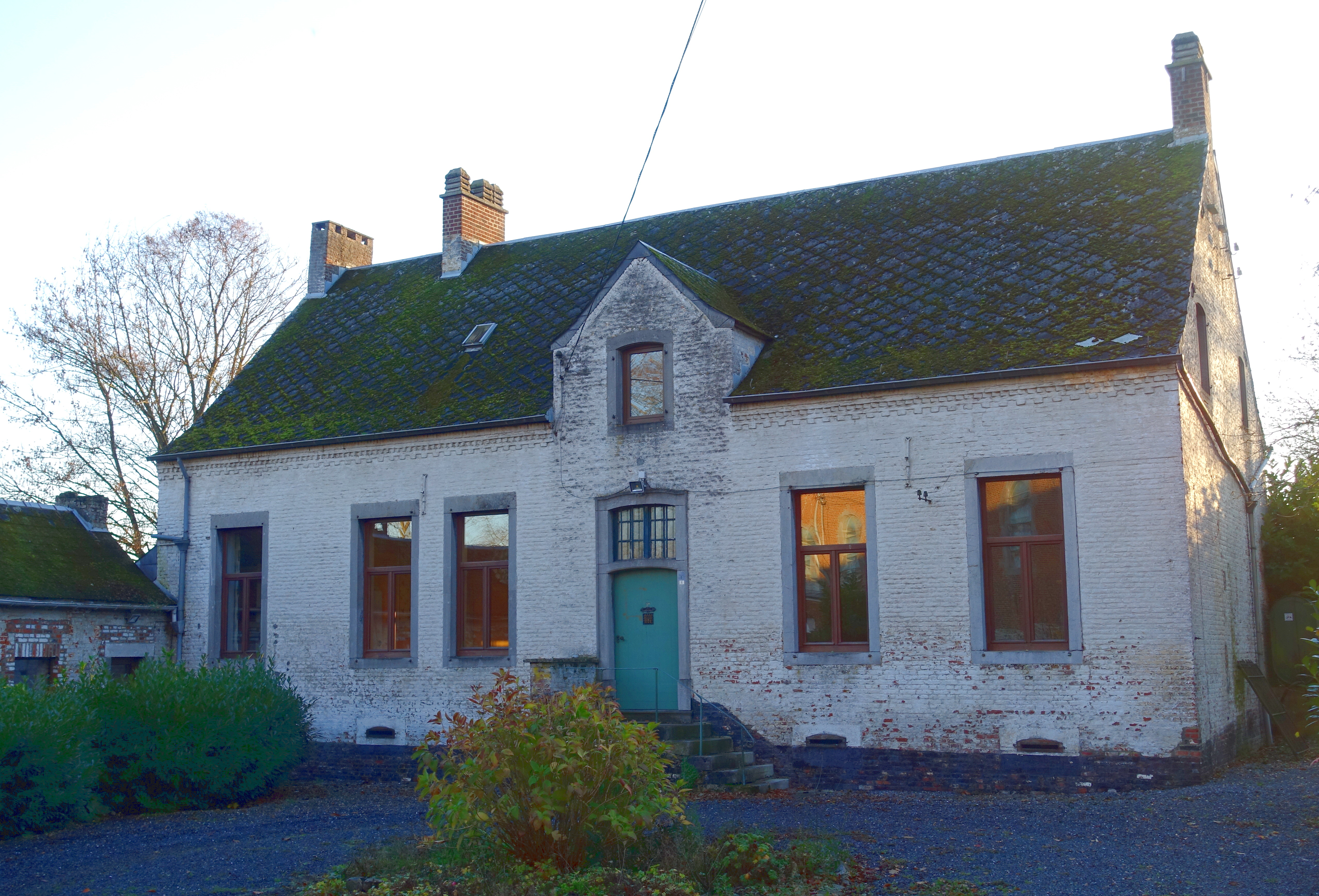
Le presbytère de Harlue (derrière l'église)